# Sombrerete
Sombrerete é um município do estado de Zacatecas, no México. A  cabeça municipal a cidade do Sombrerete, é o fifth o mais importante no estado, e é conhecido internacionalmente por sua arquitetura, considerada geralmente a cidade mais bonita do segundo do estado.

## Geografia
É aproximo a Colina de Sombreretillo, a cidade de Sombrerete é 167 km da capital, de estado de Zacatecas. Famoso para seus recursos minerais de ouro, prata, dianteira, lata e mercúrio, Sombrerete é também  conhecido por sua grande riqueza arquitetônica--igrejas magníficas e edifícios velhos e bonitos construíram durante a era de Espanha Nova.Essa igreja foi fundada no seculo XVI(16)

## Demographics
Mais de 18,000 pessoas residem em Sombrerete. Isto representa cinco por cento da população total de estado de Zacatecas.

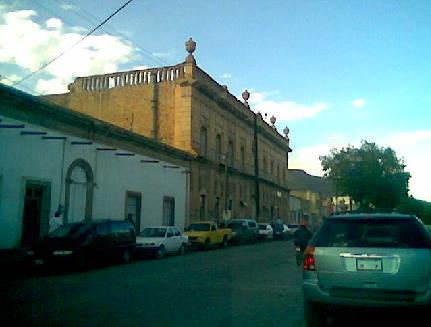
O Ex Hotel de Hidalgo na Avenida de Hidalgo

## Informação geral
Sombrerete é uma cidade colonial estabelecida em 1555 por Juan de Tolosa. É considerado freqüentemente que é a segunda cidade mais bonita no estado, depois de Cidade de Zacatecas.  

## Lugares Para Visitar na Cidade
Esta cidade tem igrejas velhas e lugares para visitar goste:  
- O Templo Paroquial
- A Santo Domingo Church,
- A "La Soledad" Igreja
- A "La Santa Veracruz" Igreja
- O Convento de São Francisco
- A "Tercera Orden" Igreja (único no país em estilo de Renascimento, e sua abóbada no interior é sem igual dentro a América Latina)
- A Igreja de São Francisco
- O Museu Municipal
- A Escola de Juárez
- O Escola de Rivas de Bracho

## Ligações Externas
- www.sombrerete.com.mx
- www.sombrerete.gob.mx